# Romina Furniture
Romina Furniture este o companie producătoare de mobilier ecologic pentru copii din România.
Deține o fabrică deschisă în 2002 care are o capacitate de producție de 500 de piese de mobilier pe lună, destinate segmentului premium high, care în proporție de 90% sunt exportate pe piața americană.
Compania este deținută de omul de afaceri Dumitru Toader.
Romina Furniture a înregistrat anul 2007 o cifră de afaceri de 2,6 milioane dolari (1,67 milioane euro) pe piața din SUA.Special:Autentificare